# 목화진딧물

## 학명
Aphis gossypii

## 발생 시기
4월~11월

## 서식 부위
잎, 줄기

## 해충의 기주수목
무궁화, 뽕나무, 벚나무, 매실나무,사철나무, 살구나무 등 각종 활엽수
감나무, 떡갈나무

## 피해 양상
성충과 약충이 이른 봄에 잎 뒷면과 어린 가지에서 집단으로 기생하며 수액을 빨아 먹어 신초의 생장이 저하되고 수세가 약화된다.

## 생태 및 생활사
광식성 완전생활환을 갖는다. 무궁화와 개오동 등을 일차기주로 삼아 월동하며, 다양한 이차기주 식물들로 이주하여 큰 피해를 주는 종이다. 유럽에서는 딸기류의 식물에서 기주전환 없이 월동하는 경우도 있다.   식물에게 치명적인 해를 끼치는 50여 종의 바이러스를 매개하는 종이다. 이 종은 기주식물의 범위가 아주 넓고, 생태적, 형태적으로도 다양한 변이를 보인다. 또한 적응력과 번식력도 좋아서 중요한 해충으로 취급한다. 여름의 고온기에는 작고 노란 개체도 볼 수 있다. 4월 하순부터 6월까지 무궁화에서 대발생한다. 월동은 알 또는 태생암컷으로 한다.
무궁화나무 등 주 기주의 가지에서 월동한 알은 4월 상순에 부화하여 잎에 기생한다. 무시태생 성충으로 2~3세대 경과하며 5월 상순경에는 유시태생 암컷 성충이 출현하여 석류나무 등 중간 기주로 이주한다. 중간기주로 이동한 성충은 4~5일에 수 마리 내지는 수 십 마리의 약충을 낳는다. 약충은 7~10일 후에 무시태생 암컷 성충이 되며 수 세대 번식을 하며 약 1개월 후에 유시태생 암컷 성충이 출현하여 제2차 중간 기주인 오이, 가지 등으로 이주한다. 여름 동안의 충 밀도는 따뜻한 곳에서 감소하나 추운 곳에서 증가한다. 10월 중순~하순에 유시태생 암컷과 유시 수컷이 출현하여 주 기주인 무궁화나무로 이동한다.

## 특징
채색은 진녹색에서 검은색이나 황색으로 기주식물에 따라 변이가 크다. 뿔관은 검은색이다. 끝편은 옅은색으로 4-7개의 센털이 있다. 더듬이는 몸길이보다 짧다. 유시형이 될 약충은 흰 밀납이 있다. 채색과 크기는 변이가 심해서 최종 종 판별은 프레파라트 표본이 가장 확실하다.
무시태생 암컷 성충의 몸길이는 1.1~1.9mm이며 체색은 황색, 황녹색, 청녹색 등 계절에 따라 변화한다. 유시태생 성충이 되는 약충은 흰 가루를 분비하기 때문에 회색으로 보인다. 보통 알로 월동하나 따뜻한 지방에서는 성충으로 월동하는 개체도 발견된다.

## 방제 방법
5월 상순에 아세타미프리드 수화제 2,000배액 또는 디노테퓨란 수화제 1,000배액을 10일 간격으로 2회 이상 살포한다.

## 국내외분포
한국, 일본, 대만, 중국, 뉴질랜드, 인디아